# E-meslam (Tarbisu)
E-meslam (sum. é.mes.lam, tłum. „Dom - wojownik świata podziemnego”) – ceremonialna nazwa świątyni boga Nergala w mieście Tarbisu w Asyrii.
Wzniesiona została w mieście Tarbisu przez asyryjskiego króla Sennacheryba (704-681 p.n.e.). Jeden z późniejszych asyryjskich władców, Aszurbanipal (669-627? p.n.e.), ofiarował tej świątyni w darze sztandar.